# Evaristo Dal Maso
Evaristo Dal Maso (Chiampo, Itália, 9 de agosto de 1899 — São Paulo, Brasil, 21 de junho de 2006) foi um centenário ítalo-brasileiro, que serviu as Forças Italianas.

## Biografia

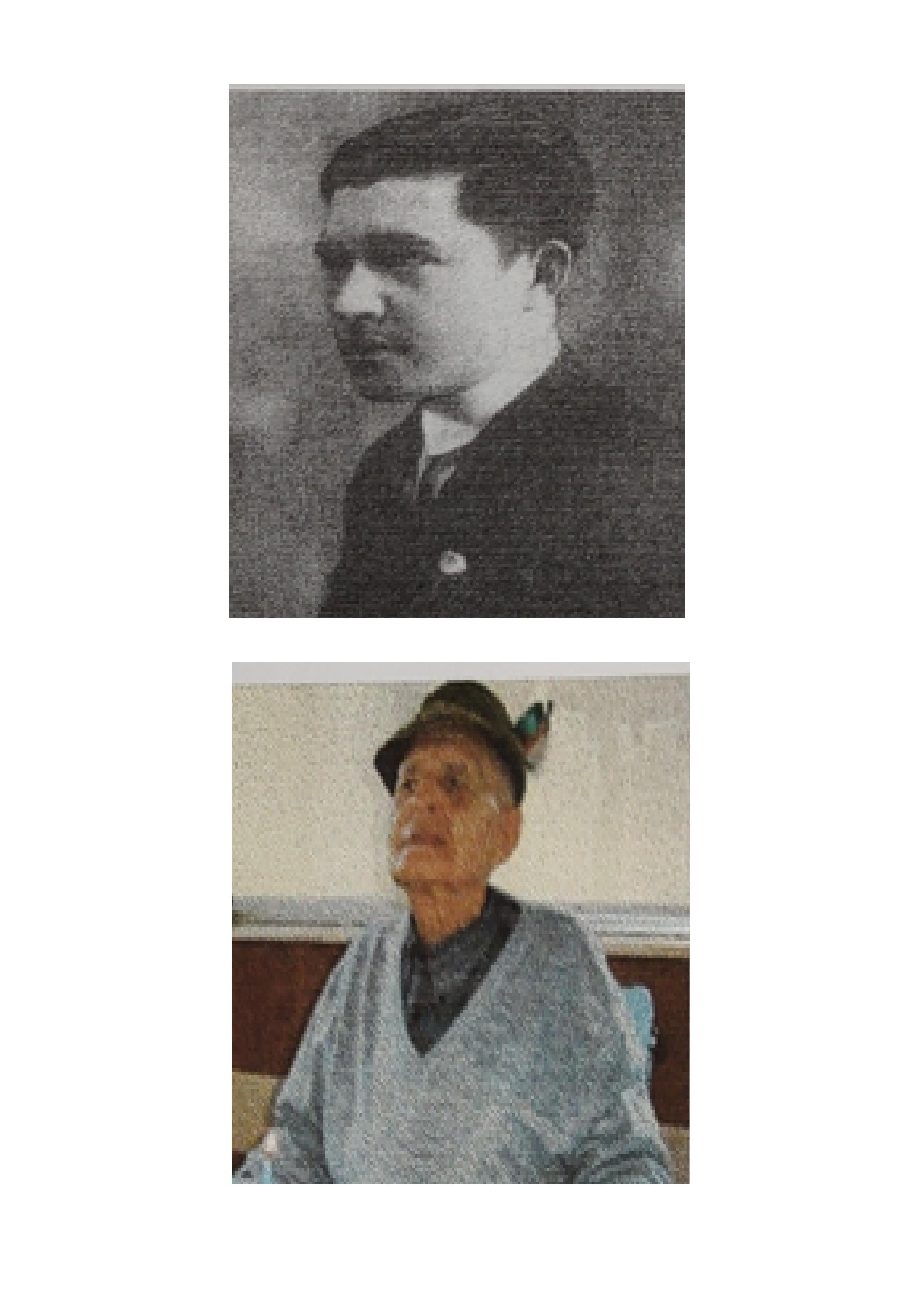

Evaristo nasceu em 9 de agosto de 1899, em Chiampo, Itália. Evaristo foi chamado às armas em 1917; era um dos “alpini del 99” , jovens com 18 anos que foram chamados às armas devido as grandes perdas sofridas pelas forças italianas na Primeira Guerra Mundial,  integrou o batalhão "Monte Berico" lutou no Ortigara e no monte Badenecche, onde foi capturado em 04 de dezembro de 1917, por tropas austríacas. Foi prisioneiro em campo de concentração na Áustria , onde conheceu a miséria e a tribulação. Com o final da guerra voltou para o Veneto, havendo percorrido mais de 500 quilômetros a pé, apesar das hostilidades dos austríacos e passar fome e frio conseguiu atravessar os Alpes  e chegar a Verona, onde se casou em 1927. Morava em Verona quando explodiu a Segunda Guerra Mundial e após  invasão germânica ao território italiano, com o aumento dos bombardeios aéreos e por ter lutado contra os austríacos e alemâes durante a Primeira Guerra Mundial, retirou-se com a família para o campo. Durante a Segunda Guerra Mundial, por doenças e carência de assistência médica perdeu dois filhos Lucia e Gianni. Dizia  “saí da Itália por causa das duas guerras". Em 1948, partiu para o Brasil, com sua esposa Rosetta e três filhos Sergio, Graziella e Anna Giovanna. Ele se tornou um empreiteiro da construção civil. Ao instalar-se na Zona Norte da cidade de São Paulo, no bairro do Tucuruvi,  abriu um depósito de materiais para construção e depois passou a construir algumas casas ao redor, sendo um dos responsáveis pelo crescimento do bairro, nas suas palavras  “depois de duas ou três casas as pessoas foram chegando”.  Com a colaboração de seu filho Sergio Dal Maso que havia se formado engenheiro civil construiu o primeiro prédio de três andares no bairro Tucuruvi, ambos também foram os responsáveis pela construção do primeiro prédio de dois andares na região do Campo Limpo em Vila Pirajussara . Em 1970, o presidente da Itália Giuseppe Saragat concedeu-lhe a honra de "Cavaliere dell'Ordine di Vittorio Veneto"  ( cavaleiro da Ordem de Vittorio Veneto ). Ele faleceu em 21 de junho de 2006 aos 106 anos, em São Paulo.